# Euplexia depravata
Euplexia depravata là một loài bướm đêm trong họ Noctuidae.